# Henry Hunt

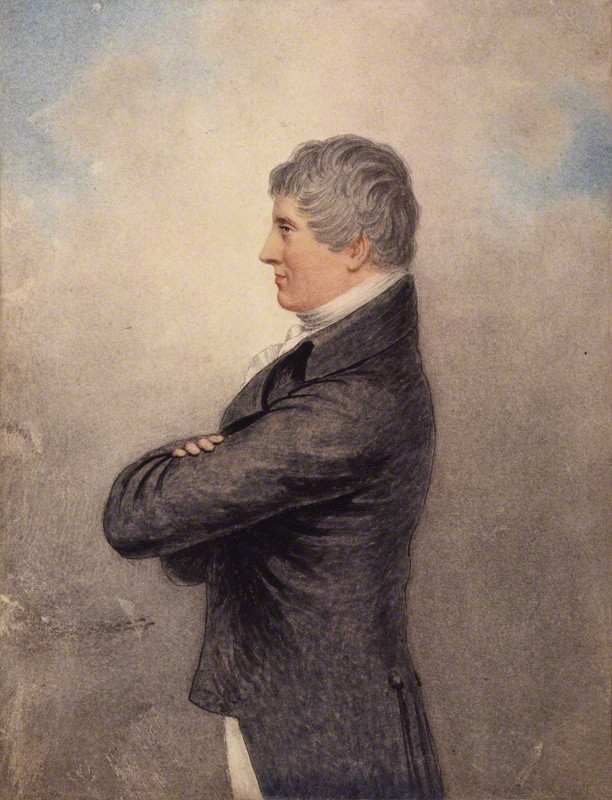
Henry Hunt

Henry „Orator“ Hunt (* 6. November 1773 in Upavon, Wiltshire; † 15. Februar 1835) war ein britischer radikaler Redner. 
Hunt war ein wohlhabender Bauer. Während der Napoleonischen Kriege (1803–1815) zog es ihn in die radikale Politik, wobei er Francis Burdett unterstützte. Als er in Bristol die Selbstzufriedenheit der Whigs und die Tories verurteilte, und sich selbst zum Anhänger der demokratischen Radikalismus ernannte, wurde sein Talent für öffentliche Reden erkannt. Durch seine mitreißenden Reden bei Massenversammlungen bei den Spa Fields Unruhen Ende 1816 wurde er als „Orator“ bekannt.
Nach dem Peterloo-Massaker im August 1819 verbrachte er 30 Monate in Haft. 
In den Film Peterloo aus dem Jahr 2018, in dem es um das Peterloo-Massaker geht, wird Hunt von Rory Kinnear dargestellt. 